# 卫河

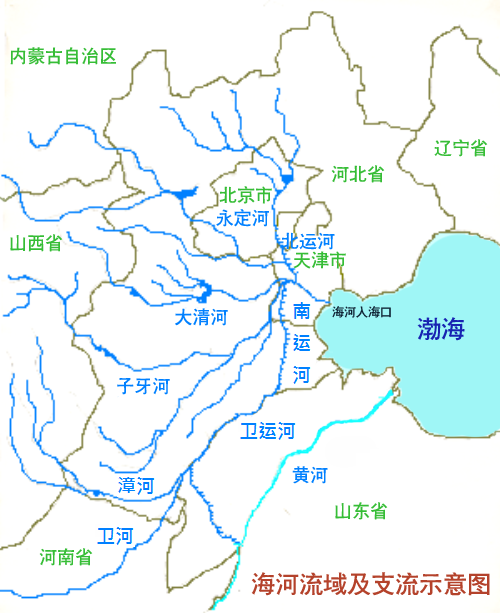
海河流域及其支流示意圖

卫河是海河的一條支流，卫河上游为大沙河，发源于山西省陵川县的太行山，全长115km，在新乡西北辉县合河村与共产主义渠交汇后始称卫河。再向东北流经豫、冀、鲁三省14个市县，左岸支流峪河、石门河、沧河、淇河、思德河、洪河、安阳河流入卫河，右岸支流有西孟姜女河、东孟姜女河。卫河最后在馆陶县徐万仓和漳河会合后称为卫运河(永济渠)或者漳卫河（长157km），作为河北和山东省界河。卫运河在山东省临清与京杭运河的会通河(鲁运河)相接，卫运河在山东省临清–德州市段为京杭运河，在德州市的四女寺水利枢纽，分别入漳卫新河入海、入南运河（长360km）最终在天津三岔河口汇入海河。

## 历史
周定王五年（前602年），黄河在宿胥口改道东行。宿胥口大河绝。宿胥口大河以西的汤水、淇水（今淇河）等河道穿越宿胥故道，东流汇入白沟，经内黄、馆陶、临清、武城、故城、东光县、南皮境内入宿胥故道。白沟行迹与今卫河近似。
汉代，黄河与白沟分流，黄河北渎屡决，分出屯氏河。屯氏河、张甲河均汇流于白沟。卫河前身是汉代白沟。白沟原是黄河故道，据《三国志.魏书》记载，东汉末，“魏武帝”曹操为统一北方，征战袁尚，于“建安九年（204年）春正月，遏淇水入白沟，以通粮道”。利漕渠即是利用黄河故道开凿成的一条运渠。
隋炀帝为了巩固北方政权，北征高丽，于“大业四年（608年）春正月乙巳，诏发河北诸郡男女百余万开永济渠，引沁水南达于河，北通涿郡”。上起河南武陟县沁水东岸，北达今北京城西南，连接黄河、海河两大水系，长约1000公里，水面宽达10余丈，全河可以通行龙舟，其中今河南汲县至天津一段，利用清水下接白沟、屯氏河和清河。永济渠建成后出现“运漕商旅，往来不绝”的繁忙景象。隋炀帝寻欢作乐，曾多次乘御楼船巡游永济渠，因以巡幸，赐名“御河”。
卫河是在古永济渠的基础上，历经改造利用形成的。史载，“魏州（治所在今大名城东北大街镇大街村一带）贵乡县“有西渠，开元二十八年（740年），刺史卢晖徙永济渠，自石灰窠引流至城西，注魏桥，以通江、淮之货。”。
宋代，黄河北流，与卫河长期合流，泥沙淤积，卫河多次发生变化。宋庆历八年（1048年），黄河在澶州商胡（今河南省濮阳市东）决口，向北流经大名入永济渠，永济渠名渐废，广称御河。宋建炎二年（1128年），杜充决黄河东流，由泗入淮，黄河离开御河，改向东流。
明代，受漳河南迁的影响，卫河曾多次由北向南迁徙。据正德《大名府志》和魏县地名办公室考证，明代卫河曾由魏县回隆镇东流，从泊口折向东北，经双井村东，河南村村北，从曹夹河、王夹河两村中穿过，又东北流经牛庄、冯摆渡等村入大名境，再辗转北流入馆陶境；明代对御河曾相继修浚，并易称卫河。
清代，据乾隆年间崔述《大名水道记》记载，当时卫河又南徙，自内黄县界菜园村东流，在张二庄村南入魏县境后东北流，在旦疃村附近入大名境，循明代御河经由大名艾家口镇附近北流入馆陶。
民国期间，卫河再次南迁，由内黄县楚旺镇东北流入魏县境，过第六店村南，向北过北留固村南，又东北过英封，东入南乐县境，入大名境（约在今大名城西南七公里白水澶村北）。

## 卫运河
1946年3月1日，冀南区在临清建立卫运河河务局，确定徐万仓以上的卫河仍称卫河，徐万仓以下至四女寺水利枢纽为卫运河，四女寺水利枢纽至天津称南运河。

## 治理
历史上沿卫河曾兴建过许多水利工程。

### 河北
1959年动工兴建东风渠灌溉工程，涉及河北省大名、曲周、南宫、巨鹿、内丘等5县41万公顷土地，1960—1961年共引水30万亿立方米，是河北省最大的灌区。1962年引黄停止后，东风渠水源中断，由灌溉渠道变为排水渠道。二十世纪六七十年代，在魏县、大名县境内兴建了军留、窑厂、岔河咀三处中型灌区，有效灌溉面积达2万公顷。

### 河南
20世纪50年代，为解决海河流域缺水问题，曾修建“人民胜利渠”，引黄河水入卫河，但当时科技水平不高，不能解决黄河泥沙淤积问题，仅仅十几年，渠道淤积严重，没有能起到作用。20世纪60年代，林县没有用国家投资，用了十几年时间建造了“红旗渠”，引漳河水进山，解决了林县极度缺水问题。
现在由于上游用水量增加很快，目前南运河接纳的水很有限，除汛期外少有卫河的水能流入海河干流。